# 타이베이 나들목
타이베이 나들목(중국어: 台北交流道, Taipei IC)은 타이베이시 다퉁 구에 있는 중산 고속공로(중화민국 국도 1호선)의 나들목이다.